# گانگستر (فیلم ۲۰۰۶)
«گانگستر» (هندی: गैंग्स्टर) فیلمی در ژانر جنایی و درام است که در سال ۲۰۰۶ منتشر شد. از بازیگران آن می‌توان به عمران هاشمی اشاره کرد.